# Municipio de Polk (condado de Sullivan)
El municipio de Polk (en inglés: Polk Township) es un municipio ubicado en el condado de Sullivan en el estado estadounidense de Misuri. En el año 2010 tenía una población de 2910 habitantes y una densidad poblacional de 17,69 personas por km².

## Geografía
El municipio de Polk se encuentra ubicado en las coordenadas 40°12′20″N 93°6′22″O / 40.20556, -93.10611. Según la Oficina del Censo de los Estados Unidos, el municipio tiene una superficie total de 164.46 km², de la cual 162.46 km² corresponden a tierra firme y (1.21%) 1.99 km² es agua.

## Demografía
Según el censo de 2010, había 2910 personas residiendo en el municipio de Polk. La densidad de población era de 17,69 hab./km². De los 2910 habitantes, el municipio de Polk estaba compuesto por el 79.93% blancos, el 0.72% eran afroamericanos, el 0.41% eran amerindios, el 0.21% eran asiáticos, el 0.24% eran isleños del Pacífico, el 17.42% eran de otras razas y el 1.07% pertenecían a dos o más razas. Del total de la población el 37.53% eran hispanos o latinos de cualquier raza.